# Serleg csillagkép

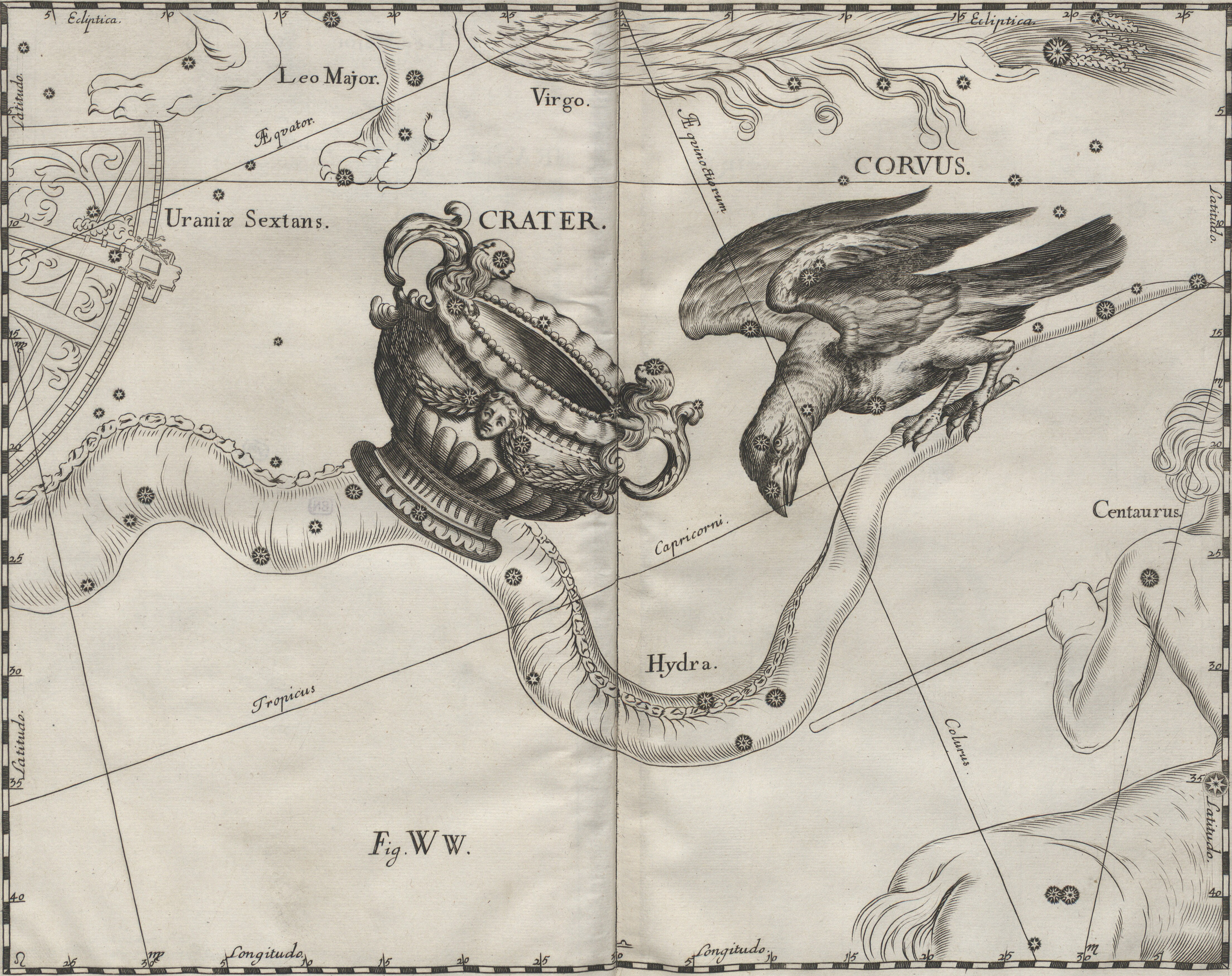
A Serleg csillagkép ábrázolása a Heveliusban

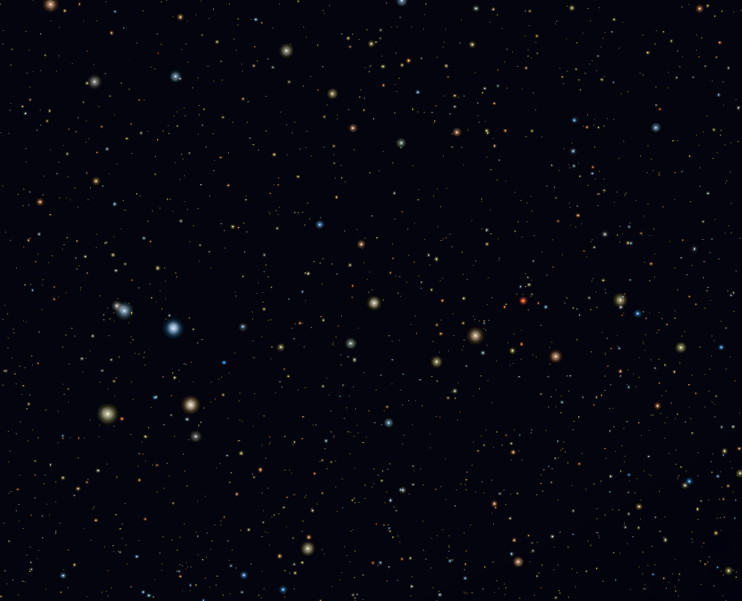
A Serleg csillagkép

A Serleg (latin: Crater) egy csillagkép.

## Története, mitológia
Ebben a csillagképben már az ókori India lakosai is serleget láttak. A görögök mitológiája szerint ez a serleg az, amiben Apollón hollójának vizet kellett volna hoznia. A holló azonban csak egy vízi kígyót hozott, és hazudott az istennek, aki haragjában a történet mindhárom szereplőjét az égre hajította.
Más változat szerint Héliosz csodaserlege, amelyen Héraklész kétszer is hajózott, második alkalommal Gérüón egész marhacsordájával együtt.
A konstelláció valóban jobban hasonlít serlegre, mint a kratérra, a görögök borkeverő edényére.

## Látnivalók

### Csillagok
- α Crateris – ALKES: K1 színképtípusú óriáscsillag, a látszólagos fényessége 4,2 magnitúdó. Az arab neve magyarul csészét jelent.
- β Crt: ez a 4,2 magnitúdós csillag mintegy 68 fényévre van a Földtől. A színképtípusa A2.
- γ Crt: a csillag színképe A5, a távolsága 148 fényév, a fényrendje 4,1m.
- δ Crt: a fényrendje 3,8m, a színképe A0, a távolsága körülbelül 130 fényév.

### Mélyégobjektumok
- NGC 3511 spirálgalaxis
- NGC 3887 küllős spirálgalaxis
- NGC 3981 spirálgalaxis

## Fordítás
- Ez a szócikk részben vagy egészben  a   Crater (constellation) című angol Wikipédia-szócikk fordításán alapul.  Az eredeti cikk szerkesztőit annak laptörténete sorolja fel. Ez a jelzés csupán a megfogalmazás eredetét és a szerzői jogokat jelzi, nem szolgál a cikkben szereplő információk forrásmegjelöléseként.